# هبة حفني
هبة حنفي (مواليد 16 أكتوبر 1972) هي لاعبة جودو مصرية. بدأت المشاركة الأولمبية بعمر ال19، وشاركت إجمالًا في 3 دورات أولمبية، 1992 و1996 و2000. وكانت هي ورانيا علواني أول لاعبتان مصريتان تشاركان في الأولمبياد ثلاث مرات.

## المشاركة الأولمبية
منافسات الجودو — وزن ثقيل
1992
- المركز الـ20 مكرر[5]

1996
- المركز الـ9 مكرر[6]

2000
- المركز الـ9 مكرر[7]

## روابط خارجية
- هبة حفني على موقع الفيدرالية الدولية للجودو (الإنجليزية)
- هبة حفني على موقع JudoInside.com (الإنجليزية)
- هبة حفني على موقع اللجنة الأولمبية الدولية (الإنجليزية)
- هبة حفني على موقع أوليمبيديا (الإنجليزية)